# Кохли, Армаан
Армаан Кохли, Арман Коли (хинди अरमान कोहली, род. 23 марта 1972 года) — индийский актёр. Сын режиссёра Раджкумара Кохли и актрисы Ниши. 
Первое появление Кохли в кино произошло ещё в детстве в фильмах, снятых его отцом: «Огонь мести» и «Коронация». Кохли впервые исполнил главную роль в фильме своего отца «Virodhi» (1992). В девяностых годах он также сыграл в таких фильмах, как «Жестокая пора» (1992), «Aulad Ke Dushman» (1993) и «Общий враг». Затем, после пятилетнего перерыва, Кохли вернулся в большое кино, исполнив роль в фильме «Проклятие». В 2002 году Кохли привлёк внимание СМИ, когда принадлежащий актёру автомобиль сбил человека. Последней на сегодняшний день актёрской работой Кохли является роль в фильме «Линия контроля».
В сентябре 2013 года стал участником седьмого сезона индийского реалити-шоу «Bigg Boss». 16 декабря был арестован по подозрению в физическом насилии в отношении другой участницы шоу, Софии Хаят. На следующий день Кохли был выпущен под залог. Актёр покинул реалити-шоу 22 декабря того же года.
Кохли планирует вернуться на большой экран, сыграв противника персонажа Салмана Хана в фильме Сураджа Барджатьи «Prem Ratan Dhan Payo».

## Фильмография
Фильмы
| Год  | Русское название | Оригинальное название           | Роль                                                |
| ---- | ---------------- | ------------------------------- | --------------------------------------------------- |
| 1982 | Огонь мести      | Badle Ki Aag                    | Young Lakhan                                        |
| 1984 | Коронация        | Raaj Tilak                      | Child atist                                         |
| 1992 |                  | Virodhi                         | Raj                                                 |
| 1992 | Жестокая пора    | Dushman Zamana                  | Vijay                                               |
| 1992 |                  | Anaam                           | Sikandar H. Ali/Jony K. D'Souza/Aakash/Rocky/Prince |
| 1993 |                  | Koyal                           |                                                     |
| 1993 |                  | Kohra                           | Inspector Anand Sharma                              |
| 1993 |                  | Aulad Ke Dushman                | Vikram Chaudhary                                    |
| 1994 |                  | Juaari                          |                                                     |
| 1995 |                  | Veer                            | Arjun                                               |
| 1997 | Общий враг       | Qahar                           | Krishna                                             |
| 2002 |                  | Dushmani                        |                                                     |
| 2002 | Проклятие        | Jaani Dushman: Ek Anokhi Kahani | Kapil                                               |
| 2003 | Линия Контроля   | LOC: Kargil                     | Major Vikas Vohra                                   |
| 2015 |                  | Prem Ratan Dhan Payo            |                                                     |

Телевидение
| Год  | Русское название | Оригинальное название | Роль              |
| ---- | ---------------- | --------------------- | ----------------- |
| 2013 |                  | Bigg Boss 7           |                   |
| 2013 |                  | Tumhari Paakhi        | Humdunbawg Shetty |

## Внешние ссылки
- Арман Кохли (англ.) на сайте Internet Movie Database